# Philosophical Studies
Philosophical Studies est une Revue scientifique de Philosophie analytique avec évaluation par les pairs. 
La revue édite par Springer Science est dédiée à la publication d'articles dans le domaine exclusif de la Philosophie analytique et accueille volontiers des articles qui appliquent des méthodes formelles à des problèmes philosophiques.
La revue a été créée en 1950 par Herbert Feigl et Wilfrid Sellars.

## Résumé et indexation
La revue a des résumés et est indexée dans les bases documentaires suivantes :
- InfoTrac
- EBSCO Publishing,
- Arts and Humanities Citation Index,
- ProQuest,
- Current Contents,
- EBSCO Industries,
- FRANCIS,
- International Bibliography of Periodical Literature,
- Mathematical Reviews,
- Modern Language Association,
- Scopus,
- Serials Solutions,
- Philosophy Documentation Center, Research guides (en).